# Limbe (Kamerun)
Limbe je pobřežní město v Kamerunském jihozápadním regionu. Dříve bylo město známe jako Victoria, Limba se nazývá teprve od roku 1982. Založené bylo v roce 1858 na jižním svahu Kamerunské hory britským misionářem Alfredem Sakerem. Podle sčítání v roce 2005 mělo město 84 223 obyvatel.

## Historie
Victoria byla založená v červnu 1858 britským misionářem Alfredem Sakerem z Baptistické misijní společnosti z Londýna. Z počátku byla Victoria s okolím nezávislá na nové německé kolonii v Kamerunu a spadala pod britskou správu. V květnu 1886 došlo k dohodě mezi Vekou Británii a Německem o výměně Victorie s okolím za Forcados river v Nigérii a St. Lucia v Jižní Africe a tím se Victoria v květnu 1887 stala součástí německé kolonie. Ve stejném roce koupili švýcarští presbyteriánští misionáři území od baptistické misijní společnosti.
Během 1. světové války v roce 1915 se Victorie opět dostala pod Britskou správu. V roce 1982 byla přejmenovaná na Limbe kamerunským prezidentem Ahmadou Ahidjo.

## Jazyk
Ačkoliv je v jihozápadním regionu oficiálním jazykem angličtina, ve městě se používá také francouzština, kvůli zeměpisné blízkosti k největšímu městu v Kamerunu Douala, ve kterém je to oficiální jazyk. Většina obyvatel mluvím kamerunským anglickým pidžinem. Původním jazykem je zde Bimbia a Isubu.

## Turistické zajímavosti
Limbe leží v zátoce s výhledem na hřeben Kamerunské hory. V okolí jsou pláže s černým pískem. Ve městě je zoo (Limbe Wildlife Center) a botanická zahrada. Jižně, 5 km od města, stojí Bismarckova věž.

## Hospodářství
Limbe je centrem kamerunského ropného průmyslu. Důležitým odvětvím hospodářství je turistika a rybářství. Přístav v Limbe je jedním ze čtyř obchodních přístavů v Kamerunu.

## Rodáci
- Aloysius Fondong Abangalo (* 1973) – kamerunský římskokatolický kněz a biskup

## Partnerská města
- Saint John's, Antigua a Barbuda
- Seattle, Spojené státy americké